# Pararrhaptica lysimachiana
Pararrhaptica lysimachiana là một loài bướm đêm thuộc họ Tortricidae. Nó là loài đặc hữu của Oahu.
Ấu trùng ăn Lysimachia rotundifolia.